# Oncideres vitiliga
Oncideres vitiliga là một loài bọ cánh cứng trong họ Cerambycidae.